# Калеевская волость
Калеевская волость — волость в составе Клинского и Волоколамского уездов Московской губернии. До 1917 года входила в Клинский уезд, затем была передана в Волоколамский уезд, в составе которого и существовала до 1929 года. Центром волости сначала была деревня Калеево, а затем село Стрелецкая Слобода. 
В ходе реформы административно-территориального деления СССР в 1929 году Калеевская волость была упразднена, а её территория вошла в состав Волоколамского района. 

## Состав
По данным 1921 года в Калеевской волости было 20 сельсоветов: Астафьевский, Высоковский, Высочковский, Горкинский, Едневский, Калеевский, Кузьминский, Кузяевский, Медведковский, Нефёдовский, Пекшевский, Покровский, Пробоевский, Стрелецкий, Теряевский, Успенский, Харланихский, Чеклеевский, Шанинский, Шестаковский.
В 1922 году Стрелецкий с/с был присоединён к Теряевскому.
В 1924 году из части Кузяевского с/с был образован Ильинский с/с, из Пробоевского — Чащинский, из Чеклеевского — Петровский.
В 1925 году из части Высоковского с/с был образован Стеблевский с/с, из Кузьминского — Курбатовский.
В 1926 году был образован Стрелецкий с/с.
В 1927 году из части Медведковского с/с был образован Аннинский с/с, из Нефедовского — Еремеевский, из Ильинского — Темниковский.
По данным 1926 года в деревнях Акулово, Астафьево, Высоково, Еднево, Калуево, Кузьминское, Курбатово, Морозово, Никольское, Пристанино, Стеблево, Чащ; сёлах Ильинском, Покровском, Шестаково; Теряевской и Ильинской слободах имелись школы. В деревне Стеблево имелся агропункт; в селе Стрелецкая Слобода — суд, лесничество, музей, ремесленная школа, клуб, библиотека; в Теряевской и Ильинской слободе — больница, страховое общество, библиотека и изба-читальня.